# Céline Dion
Céline Marie Claudette Dion () CC OQ kanadska pevka, * 30. marec 1968, Quebec, Kanada.

## Življenje
Céline Dion je odrasla v številčni družini v kanadski pokrajini Quebec. Njen mož je bil hkrati njen menedžer, vendar je januarja 2016 umrl. Skupaj sta imela tudi otroka. Céline je ena izmed najbolj priljubljenih glasbenih izvajalk. Po svetu je prodala preko 220 milijonov albumov.
Leta 1988 je zmagala na enem od največjih festivalov Pesmi Evrovizije s pesmijo »Ne partez pas sans moi«.
V svoji karieri je osvojila preko 1000 različnih glasbenih nagrad. Poleg tega 2 oskarja, 7 grammije. Kar štirideset njenih singlov je bilo na kanadski lestvici številka ena.
Njen največji hit je tako imenovana »himna« filma Titanik »My heart will go on«.

## Albumi

### Albumi v angleškem jeziku
- 1990.: Unison
- 1992.: Céline Dion
- 1993.: The Colour of My Love
- 1996.: Falling into You
- 1997.: Let's Talk About Love
- 1998.: These Are Special Times
- 1999.: All the Way... A Decade of Song
- 2000.: The Collector's Series Volume One
- 2002.: A New Day Has Come
- 2003.: One Heart
- 2004.: A New Day... Live in Las Vegas
- 2004.: Miracle
- 2007.: Taking Chances
- 2013.: Loved Me Back to Life

### Albumi v francoskem jeziku
- 1981: La Voix du Bon Dieu
- 1981: Céline Dion chante Noël
- 1982: Tellement j'ai d'amour...
- 1983: Les Chemins de ma maison
- 1983: Du soleil au cœur
- 1983: Chants et contes de Noël
- 1984: Mélanie
- 1984: Les Plus Grands Succès de Céline Dion
- 1984: Les Oiseaux du bonheur
- 1985: C'est pour toi
- 1985: Céline Dion en concert
- 1986: Les Chansons en or
- 1987: Incognito
- 1988: The Best of
- 1991: Dion chante Plamondon
- 1994: À l'Olympia
- 1995: D'eux
- 1996: Live à Paris
- 1998: S'il suffisait d'aimer
- 1999: Au cœur du stade
- 2003: 1 fille & 4 types
- 2005: On ne change pas
- 2007: D'elles
- 2012: Sans attendre